# Otmar Kessler (Bibliothekar)
Otmar Kessler (* 25. März 1606 als Balthasar Kessler; † 18. Januar 1675 in Rorschach) war von 1640 bis 1642 Bibliothekar des Klosters St. Gallen.

## Leben und Wirken
Pater Otmar war der Sohn von Johannes Kessler, Landammann in Gams, und Anna Kesselin. Am 10. August 1624 legte er im Kloster St. Gallen die Profess ab. 1629 wurde er zum Subdiakon und Diakon, am 25. Mai 1630 zum Priester geweiht. Die Primiz erfolgte am 9. Juni 1630.
Bereits vor seinen Weihen stand Kessler im klösterlichen Schuldienst. Am 3. Juni 1633 wurde er dann zum Schulpräfekten und Philosophieprofessor im Kloster St. Gallen ernannt. Im Herbst 1635 ist er als Lehrer in Rorschach bezeugt. Nach einer kurzen Tätigkeit in St. Johann amtete er seit dem 4. Oktober 1640 in St. Gallen als Stiftsbibliothekar. Doch bereits 1642 schickte ihn Abt Bernhard Müller als Pfarrer nach Schwarzenbach bei Neu-Ravensburg, wo er bis 1646 das Amt des Statthalters bekleidete. Von 1647 bis 1650 war er Prior und Statthalter in Alt St. Johann. 1653 wurde er Küchenmeister in St. Gallen, es folgten Ernennungen zum Unterstatthalter (Wil, 1654) und Statthalter in Ebringen (1657), St. Gallen (1661) und Rorschach (1674). Bekanntermassen ist er der Verfasser der Schriften Justitia virtus cardinalis ejusdemque partes subjectae in genere und Theses theologicae de voluntario et involuntario universim (1635).